# Audi RS4
Audi RS4 − usportowiona odmiana Audi A4, powstała na bazie czterech generacji: B5,B7,B8 oraz B9.

## Pierwsza generacja

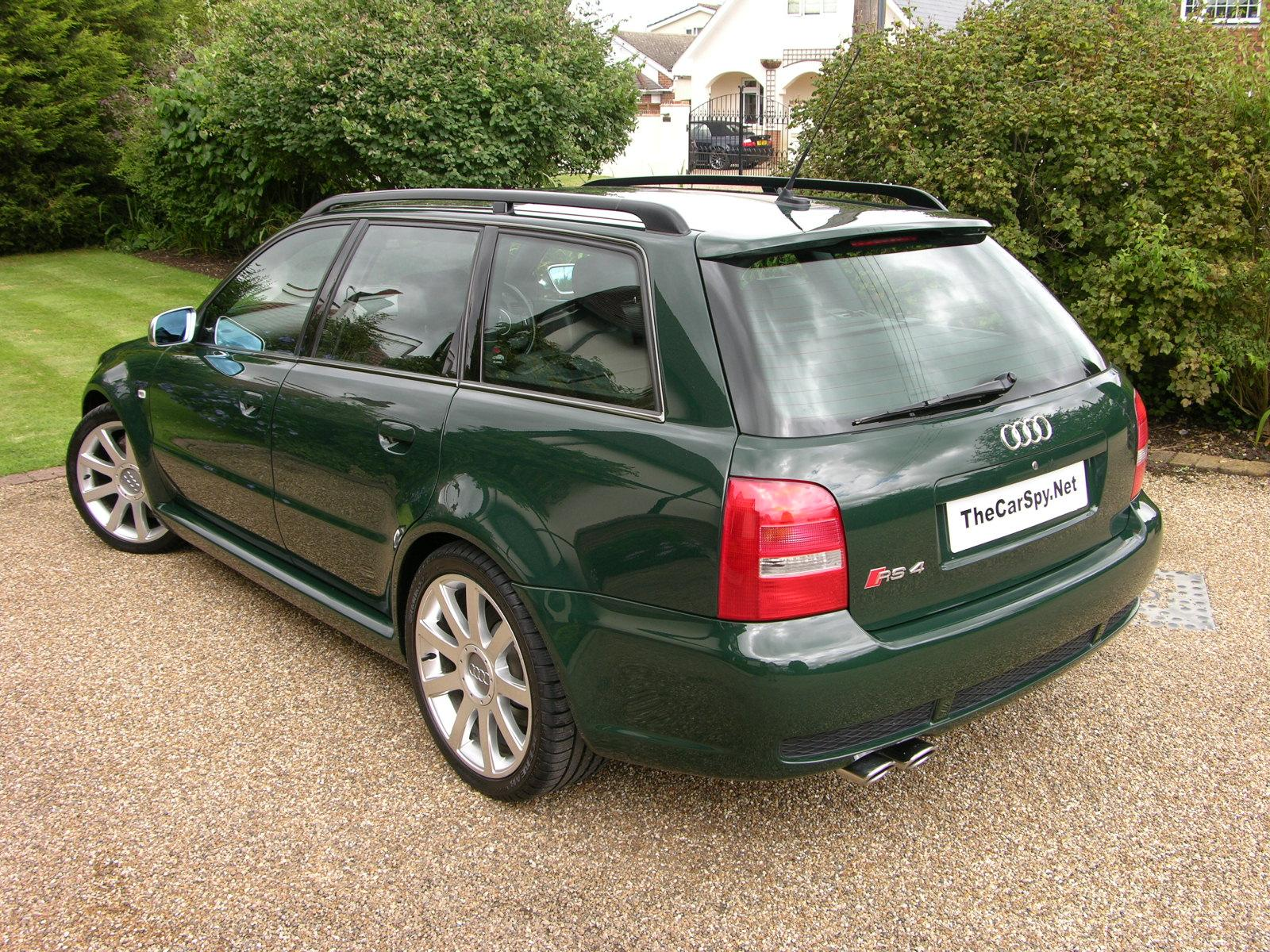
Tył RS4 B5

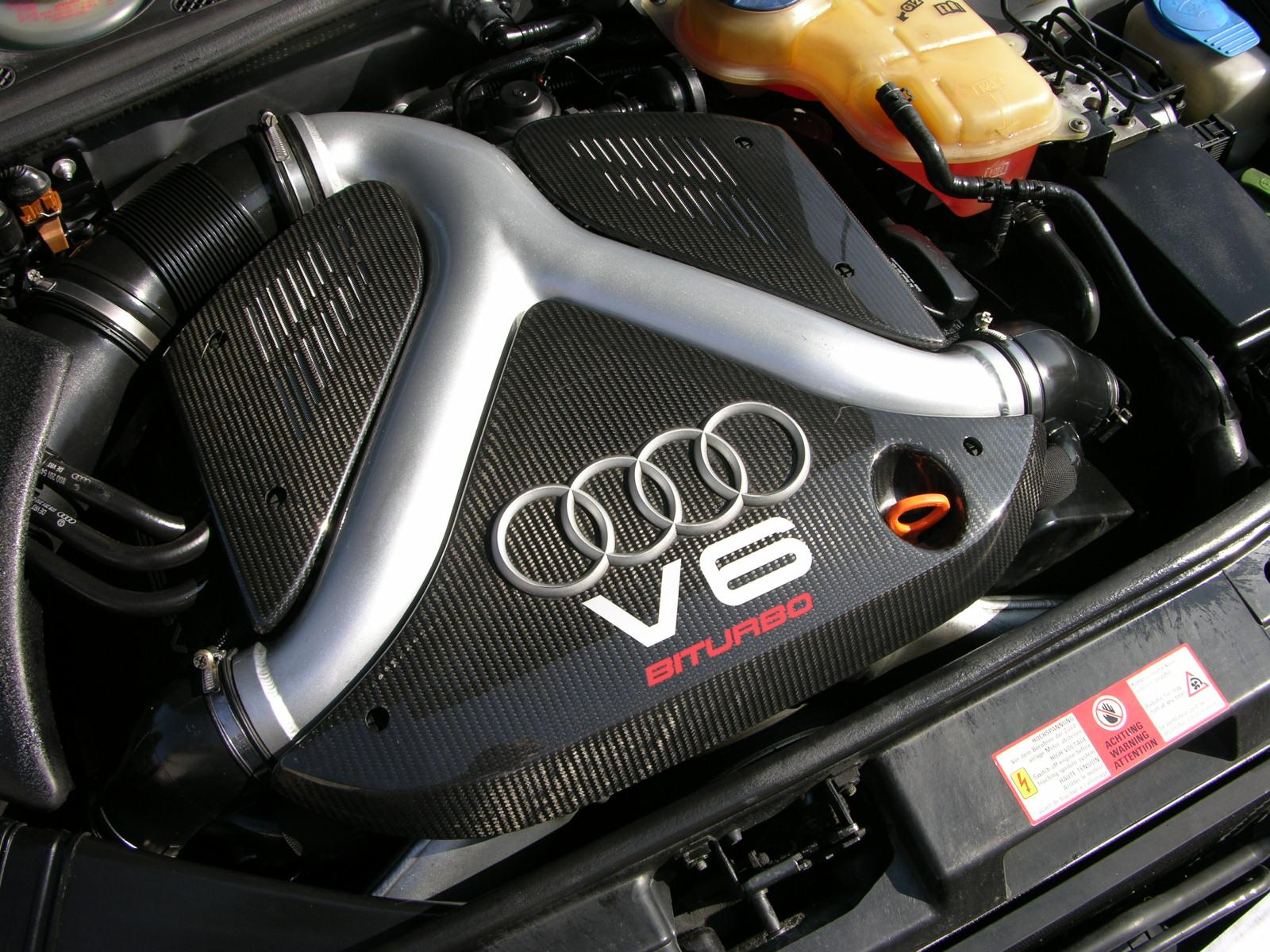
Silnik RS4 B5

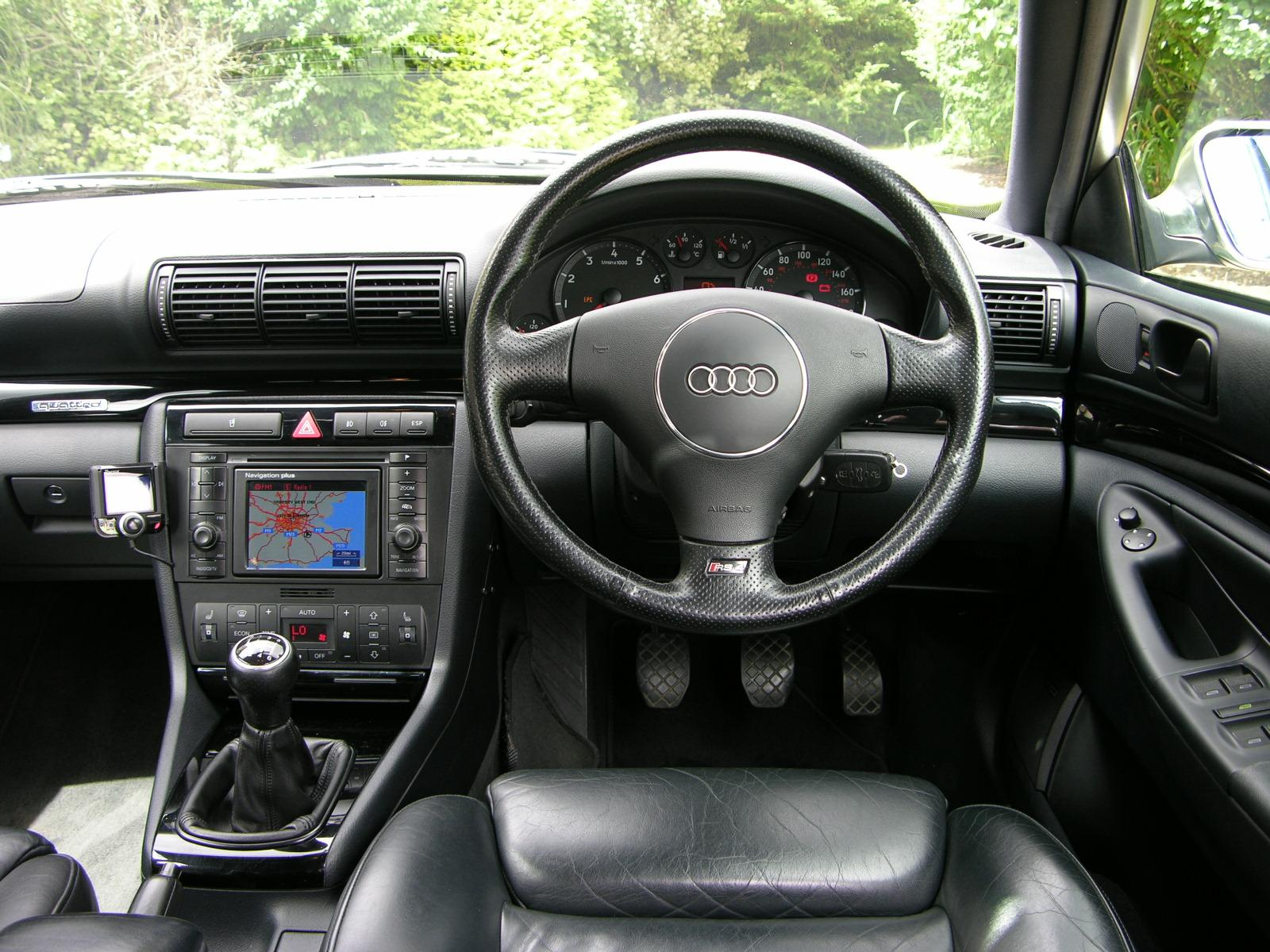
Wnętrze RS4 B5

Audi RS4 pojawił się w 2000 roku, zastępując sportowy model RS2. Od razu zyskał spore zainteresowanie jako bardzo ekstremalna wersja rodzinnego kombi. Tym razem nie zdecydowano się na wspólny projekt z Porsche a z angielskim Cosworthem specjalizującym się w przebudowach i wzmacnianiu silników.

### Silnik
Po wprowadzeniu modelu S4, który charakteryzował się bardzo dobrymi osiągami, postanowiono zaprezentować model RS4 – następcę Audi RS2. Auto przebudowywano w Anglii u specjalistów z firmy Cosworth. Zastosowano w nim szereg zmian podnoszących moc maksymalną silnika, zastosowano układ dolotowy powietrza o większej średnicy, większe niż w S4 turbosprężarki (K04 zamiast K03), poza tym 2 intercoolery zostały rozmieszczone po bokach, zmieniono układ doładowania silnika spalinowego, dzięki czemu turbiny pracowały synchronicznie jedna na jeden rząd cylindrów, druga ładowała pozostałe trzy cylindry, dzięki temu zniwelowano efekt turbo dziury. Zmodernizowany został całkowicie układ wydechowy, skalibrowano również sterowanie pracą silnika. Zaowocowało to ponad 100 KM więcej i z 195 kW / 265 KM wydobyto 280 kW / 380 KM. Ze względu na dużo wyższe temperatury panujące wewnątrz silnika producent zalecał tylko pełen syntetyczny olej 0W30 lub 5W50.

### Wnętrze
Wnętrze poza sportowymi akcentami niewiele różniło się od bazowego modelu S4. Zastosowano inne fotele firmy Recaro, prędkościomierz wyskalowano do 310 km/h, dodano wstawki z włókna węglowego, wnętrze obszyto skórą lub w wersji bardziej sportowej także alcantarą. Seryjnie montowano instalację nagłośnienia audi concert, nawigację satelitarną i klimatyzację.

### Dane techniczne
Źródło:

#### Silnik
- V6 2,7 l (2671 cm³), 5 zaworów na cylinder, DOHC, bi-turbo
- Układ zasilania: wtrysk Bosch Motronic
- Średnica cylindra × skok tłoka: 81,00 mm × 86,40 mm
- Stopień sprężania: 9,0:1
- Moc maksymalna: 380 KM (280 kW) przy 6100-7000 obr./min
- Maksymalny moment obrotowy: 440 N•m przy 2500-6000 obr./min

#### Osiągi
- Przyspieszenie 0-100 km/h: 4,9 s
- Prędkość maksymalna: 250 km/h (ograniczona elektronicznie)

## Druga generacja

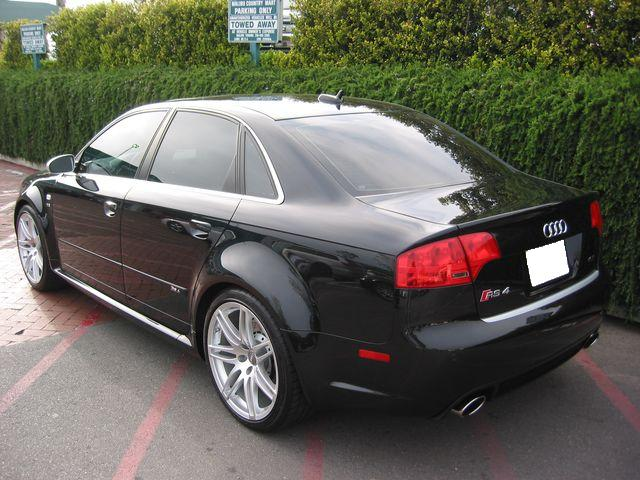
Tył RS4 B7

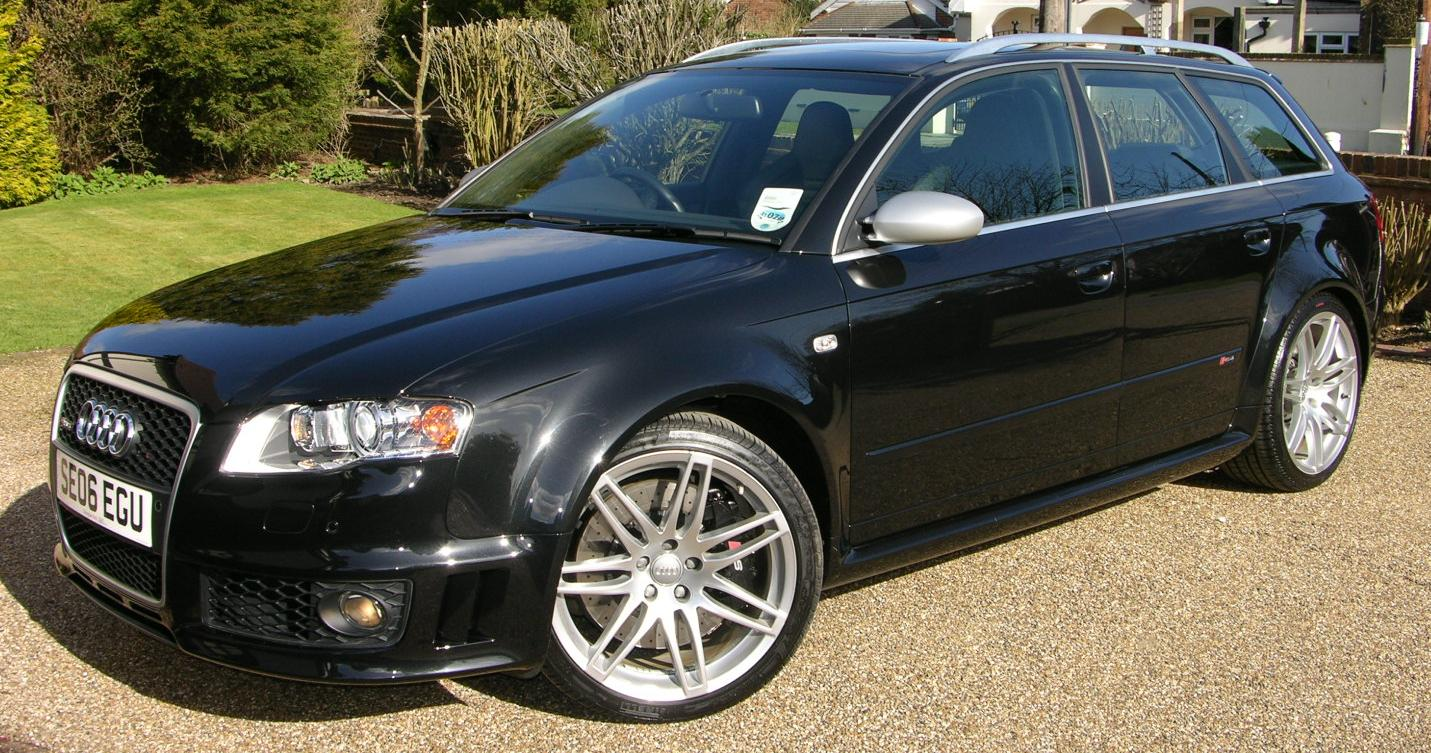
Audi RS4 Avant

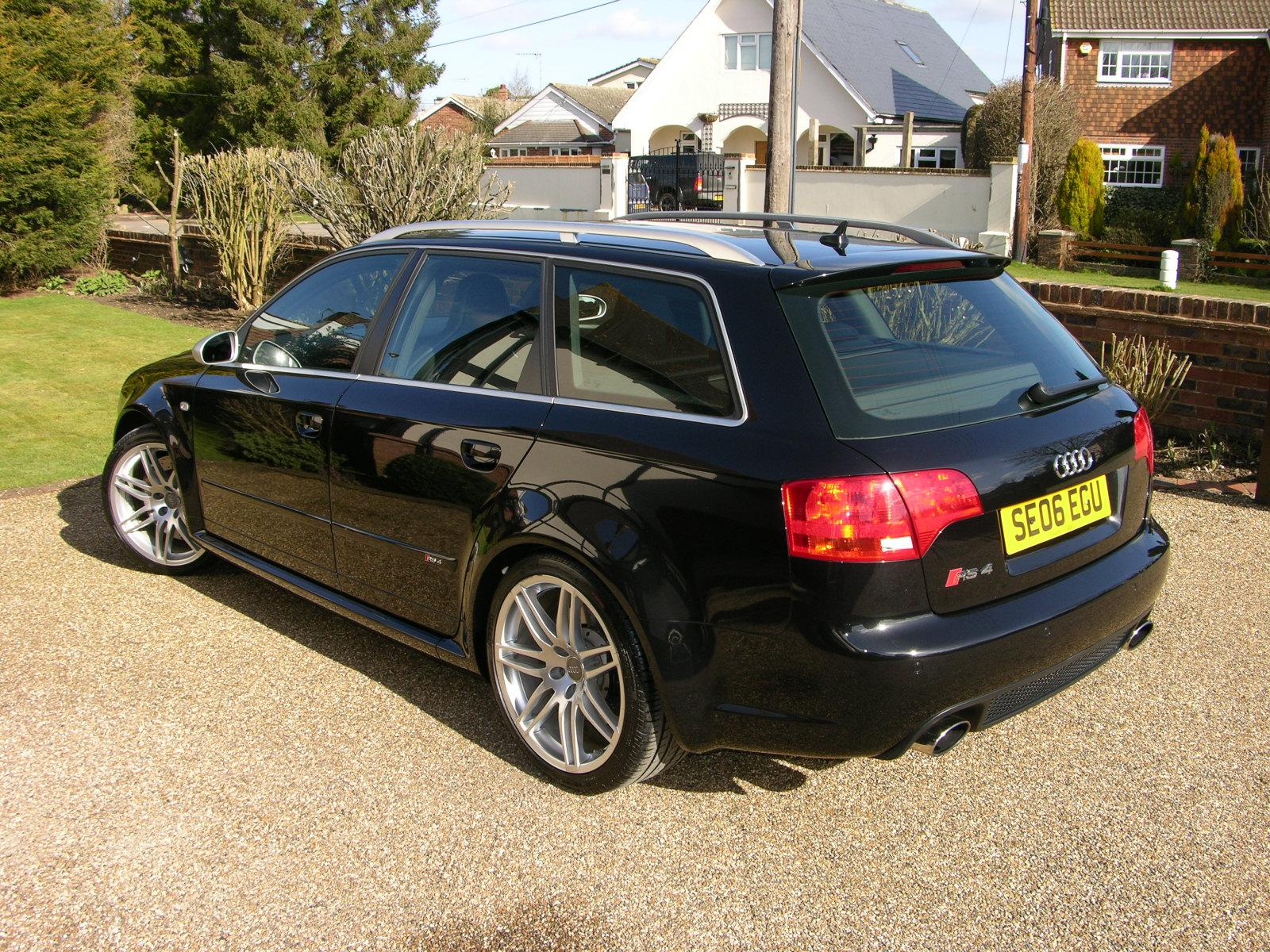
Tył RS4 Avant

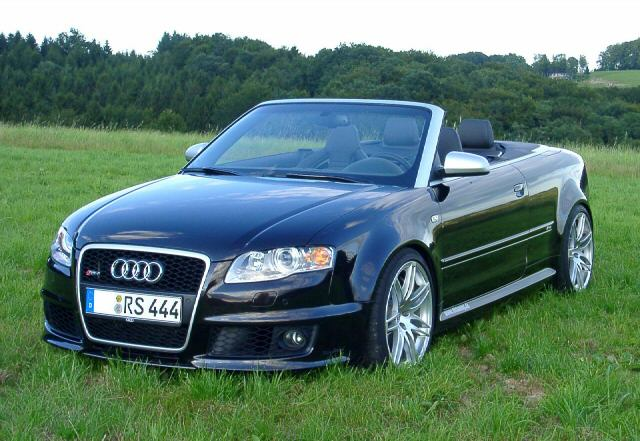
Audi RS4 cabrio

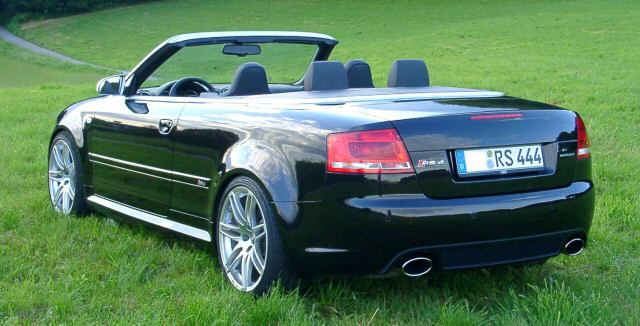
Tył RS4 cabrio

Audi RS4 B7 zaprezentowano w 2006 roku. Oparte zostało na Audi A4 B7. Do napędu użyto silnika V8 4.2 FSI. Samochód dostępny był jako: 4-drzwiowy sedan, 5-drzwiowe kombi oraz 2-drzwiowy kabriolet. Produkcję zakończono w 2008 roku.
W 2007 roku samochód zdobył tytuł World Performance Car of the Year.

### Dane techniczne
Źródło:

#### Silnik
- V8 4,2 l (4163 cm³), 4 zawory na cylinder, DOHC
- Układ zasilania: wtrysk FSI
- Średnica cylindra × skok tłoka: 84,50 mm × 92,80 mm
- Stopień sprężania: 12,5:1
- Moc maksymalna: 420 KM (309 kW) przy 7800 obr./min
- Maksymalny moment obrotowy: 430 N•m przy 5500 obr./min

#### Osiągi
- Przyspieszenie 0-80 km/h: 3,5 s
- Przyspieszenie 0-100 km/h: 4,7 s
- Czas przejazdu pierwszych 400 m: 13,1 s
- Prędkość maksymalna: 250 km/h (ograniczona elektronicznie)
- Średnie zużycie paliwa: 13,7 l / 100 km

## Trzecia generacja

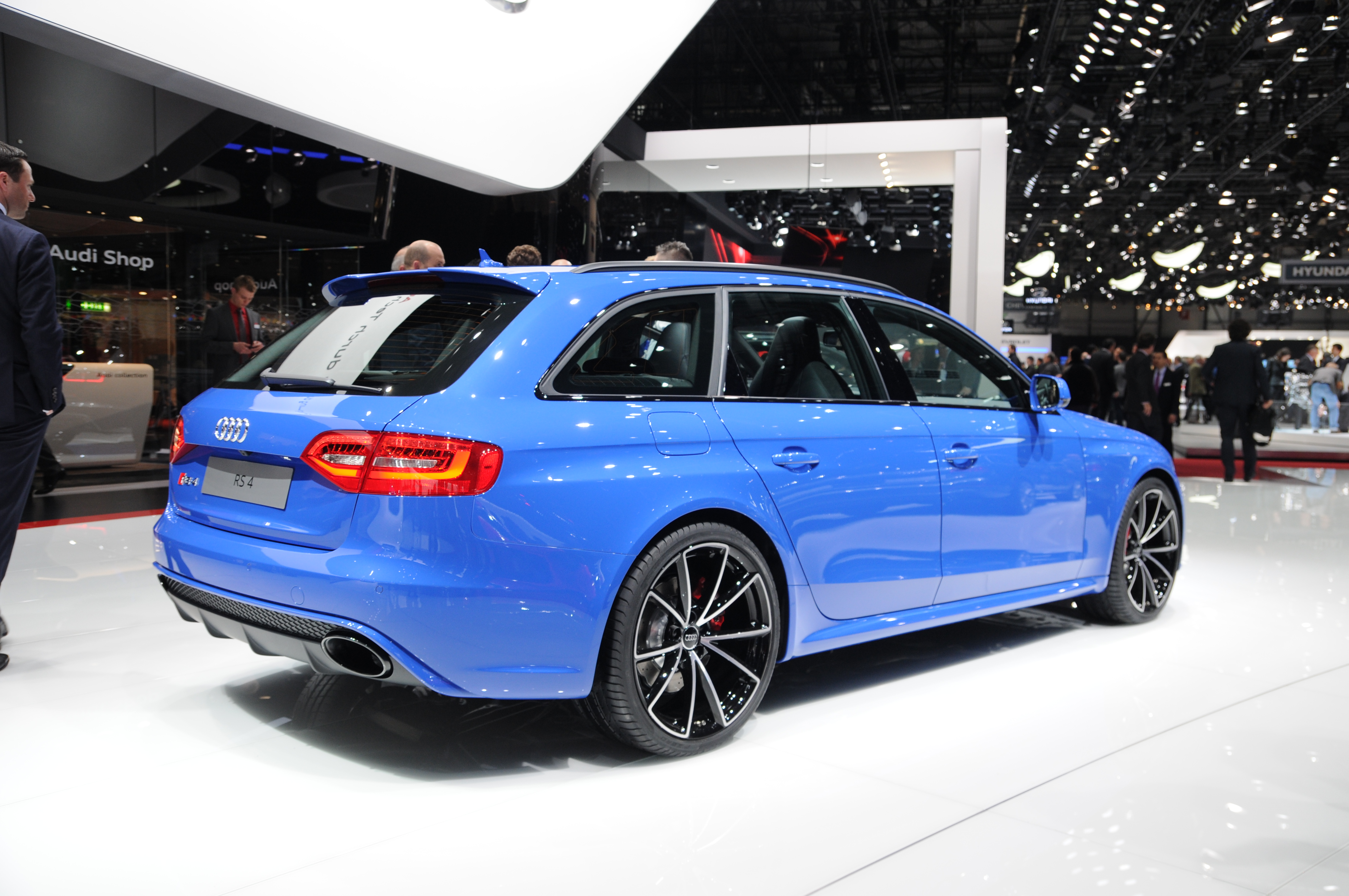
Tył RS4 B8

Audi RS4 B8 zaprezentowane zostało w 2012 roku podczas targów motoryzacyjnych w Genewie. Pojazd oparto na bazie Audi A4 B8. Do napędu użyto silnika V8 4.2 FSI.
Standardowo pojazd wyposażony jest m.in. w system rekuperacji w fazie hamowania, który odzyskuje energię z hamowania i magazynuje w akumulatorze, 19-calowe alufelgi, sportowe skórzane fotele oraz kierownicę, reflektory ksenonowe ze wbudowanymi światłami do jazdy dziennej w technologii LED oraz wykonane w tej samej technologii światła tylne, oraz boczne kierunkowskazy, tempomat z automatyczną regulacją odległości (ACC). Opcjonalnie samochód wyposażyć można m.in. w 20-calowe alufelgi.

### Dane techniczne
Źródło:

#### Silnik
- V8 4,2 l (4163 cm³), 4 zawory na cylinder, DOHC
- Układ zasilania: wtrysk FSI
- Moc maksymalna: 450 KM (331 kW)
- Maksymalny moment obrotowy: 430 N•m przy 4000 – 6000 obr./min

#### Osiągi
- Przyspieszenie 0-100 km/h: 4,7 s
- Czas przejazdu pierwszych 400 m: 13,1 s
- Prędkość maksymalna: 250 km/h (ograniczona elektronicznie, bez ogranicznika 280 km/h)
- Średnie zużycie paliwa: 10,7 l / 100 km
- Średnia emisja CO2: 249 g/km